# Peter Herborn
Peter Herborn (* 25. September 1955 in Essen) ist ein deutscher Jazzmusiker (Posaunist, Bandleader, Arrangeur), Komponist und Hochschullehrer.

## Leben
Herborn arbeitete ebenso im Bereich des Modern Jazz wie der Kammermusik. In den 1980er Jahren arbeitete er mit der Gruppe Noctett, mit Maria João, Leszek Zadlo und dem von ihm geleiteten Septett Acute Insights, mit dem er zwei Alben aufnahm. Aus seiner Beschäftigung mit dem Bigband-Klang entstanden die Alben „Large one“ und „Large two“. 2005 komponierte er für den WDR die Oper Lorca über den spanischen Dichter Federico García Lorca.
Er war 1988 Mitbegründers des Bereichs Jazzmusik der Folkwang Hochschule Essen, den er seitdem leitet, und wo er als Professor für Komposition, Arrangement und Theorie wirkt. Sein Buch Jazz Arrangement gilt im deutschsprachigen Raum als ein Standardwerk.

## Diskographie
- Subtle Wildness, 1985
- Peter Herborn's Acute Insights mit Wollie Kaiser, Hugo Read, Jo Thönes, Tim Wells, Kenny Wheeler, 1987–88
- Something Personal mit Django Bates, Tim Berne, Marc Ducret, Lindsey Horner, 1991
- Traces of Trane mit der WDR Big Band Köln (feat. Marc Ducret, Robin Eubanks, Mark Helias, Tom Rainey, Gary Thomas), 1992
- Large One mit Dave Ballou, Uri Caine, Robin Eubanks, Clark Gayton, Dan Gottshall, Taylor Haskins, John Hébert, Mike Herting, Gene Jackson, Marian Kaul, Adam Kolker, Jackie McLean, Jeff Nelson, Greg Osby, Marvin Sewell, Alex Stewart, John Swana, Gary Thomas, McCoy Tyner, Dontae Winslow, 1997
- Peter Herborn Large Two mit Gene Jackson, Greg Osby, Robin Eubanks und Gary Thomas, 2003

## Kompositionen
- On Golden Wings, Streichquartett, 1993
- European Forces, 1994
- Bühnenmusik zu „Die Hochzeit“ von Elias Canetti, 1996
- Bühnenmusik zu „Ghetto“ von Joshua Sobol, 1998
- Lorca, Oper, 2005

## Schriften
- Jazz-Arrangement, 1995 (Nicht mehr verfügbar.)
- Jazz Arranging / Jazz Arrangement, (Bilingual Edition) 2010
- The Forgotten Chords, 2012